# Der letzte Tag (Günter Eich)
Der letzte Tag (auch: Der letzte Tag von Lissabon) ist ein Hörspiel von Günter Eich (Koautorin: Ilse Aichinger), das am 31. Januar 1956 vom SWF, BR und RB unter der Regie von Friedrich-Carl Kobbe gesendet wurde. Nach Oppermann ist „die Auseinandersetzung mit dem Tode“ thematisiert: Keiner der zahlreichen Akteure kann den herannahenden, alles Leben verschlingenden Tod auch nur im Entferntesten erkennen.

## Form
Ort der Handlung ist Lissabon um die 24 Stunden vor dem Erdbeben anno 1755. In der ersten von insgesamt 19 Szenen nimmt der Sprecher den Ausgang des Hörspiels vorweg. Am 1. November gegen zehn Uhr vormittags – zur Zeit des Gottesdienstes zu Allerheiligen – schlägt die Todesstunde der 32 handelnden Figuren. In den Szenen zwei bis zwölf werden beständig neue Figurengruppen eingeführt. Diese haben in der Regel nichts miteinander zu tun. An das Erinnerungsvermögen des Hörers werden von Szene dreizehn bis achtzehn ziemlich hohe Anforderungen gestellt. Denn auf das Personal der einführenden Szenen wird zurückgegriffen.
Eines der Formelemente sind die Flötensignale der Blumenverkäufer Vicente und Antonio.

## Inhalt
2
Der Geistliche Senhor Conçalves erwartet im Gefängnis die Hinrichtung auf dem Scheiterhaufen. Sein Wärter Tomaso – Holzhändler im Nebenberuf – beruhigt den hochwürdigen Herrn. Das Holz würde gut brennen. Vor seiner Verurteilung hatte Conçalves gewöhnlich die Messe gelesen.
3
Die beiden kinderreichen Blumenverkäufer Antonio und Vicente vereinbaren, wer bis zu Allerheiligen die meisten Sträuße verkauft hat, darf künftig das einträglichere der beiden Blumenverkaufsreviere in der Stadt für sich beanspruchen.
4
Emilia hilft ihrer Herrin, der Senhora Francisca, beim Erinnern. Der Hausherr war auf einem kleinen Spaziergang in die Stadt verstorben. Kurz bevor er das letzte Mal aus dem Hause gegangen war, hatte er seiner Frau noch etwas gesagt. Aber was? Die Dona Francisca kann sich beim besten Willen nicht an den ihr von Tag zu Tag immer bedeutsamer werdenden Satz erinnern.
5
Inez, die Witwe des begüterten alten Marchese, hat kein Glück mit ihrem zweiten Bräutigam Henrique. Der Herr will die Trennung.
6
Dona Margarida hat die beiden Kinder verloren. Der Sohn Duarte verließ grußlos das Haus und ging zur See. Die Tochter ist längst gestorben. Das alte Gartentor kreischt in den Angeln. Erst der siebente Schlosser – José – kann es erfolgreich reparieren.
7
In der Wohnung des Schauspielers Luis, der unmittelbar vor seiner Pensionierung steht, wird geprobt. Zu Allerheiligen soll er – der Besuch des Königs ist im Theater angekündigt – ein allerletztes Mal auftreten. Bereits zweihundertundelf Mal hat er die Rolle gespielt. Diesmal fühlt sich Luis außerstande. Die Ehefrau Mariana lässt beim Soufflieren nicht locker.
8
Die Mutter sucht mit den halbwüchsigen Kindern Pedro und Teresina den Friedhof auf. Die Kinder finden keine Einkehr im Gebet am Grabe ihres Vaters, der schon so lange tot ist. Die Mutter zählt ihre diesbezüglichen Erziehungsfehler auf.
9
Zwei gut versorgte Ehefrauen im Dialog: Florentine wendet sich in ihrer Not – sie kann den Ausbruch einer Geisteskrankheit kaum noch unterdrücken – an die Freundin Luisa. Der Kranken wird aus Gründen gesellschaftlicher Vorbehalte die Tür gewiesen.
10
Alfonso möchte in Isabells Wohnung dringend ein Schäferstündchen. Isabell erwartet jedoch den Besuch von Fernanda. Die heranwachsende Tochter besucht die Klosterschule und will am Feiertag gerne nach Hause.
11
Isabell lässt sich überreden. Sie geht in die Schule. Im Gespräch ergibt sich, Fernanda sollte doch besser an dem Festtag ein wenig im Kloster in aller Ruhe lernen. Die Rechnung Alfonsos geht nicht auf. Fernanda möchte lieber zu Allerheiligen am Tejo-Ufer Arm in Arm mit der lieben Mutter spazieren.
12
Spätabends klagt ein Heimkehrer, der Kapitän, in der Schenke über seine Susanna. Während der langen Abwesenheit des Seefahrers ist das Mädchen liederlich geworden.
13
Der Wärter Tomaso ist mit einem Schlag für alle vierzig Gefangenen zuständig. Denn sein Kollege wurde vor das Tribunal gezerrt und sitzt in der Zelle neben Conçalves. Der überarbeitete Wärter klagt dem Geistlichen sein Leid; berichtet von dem Fehler, der ihm unterlaufen ist. 
Inzwischen ist Mitternacht vorüber und es ist der 1. November.
14
Alfonso kann nicht begreifen, dass Isabell lieber mit der Tochter herumspaziert, als sich ihm hinzugeben. Die Dirne Susanna macht sich über den Kapitän lustig.
15
Erleichtert zitiert Francisca vor ihrer Bedienten Emilia den letzten Satz aus dem Munde ihres seligen Gatten: „In diesem Jahr werden die Schwanenschnäbel schneller gelb.“
16
Als Dona Margarida zur Messe geht, kreischt das Gartentor stärker als je zuvor.
17
Mariana, die Frau des Schauspielers, beauftragt den Blumenverkäufer Vicente, Luis nach seiner letzten Vorstellung mit recht vielen, verschieden gebundenen Sträußen zu überraschen. Der Schauspieler soll den Schwindel nicht merken. Vicente versteht.
Henrique kauft auf dem Kirchgang bei Vicente Rosen für Inez. Das Paar versöhnt sich vor der Kirche. Die Glocken ertönen.
18
Etliche der Stimmen des Hörspiels bringen sich noch einmal mit einem ihrer charakteristischen Sätze in Erinnerung. Zum Beispiel sagt die wahnsinnige Florentine: „Daß ich Heinrich der Seefahrer bin...“
19
Der hochwürdige Senhor Conçalves wurde begnadigt und muss sich nun eilen. Die Gläubigen warten. Er soll auf Geheiß der Oberen die Messe lesen. „Die Glocken läuten schon: zehn Uhr.“

## Produktionen
- 31. Januar 1956, Gemeinschaftsproduktion SWF, BR und RB, Regie: Friedrich-Carl Kobbe, Musik: Siegfried Franz. Es sprachen Kurt Horwitz den Conçalves, Paul Hoffmann den Tomaso, Robert Michal den Antonio, Fritz Rasp den Vicente, Lina Carstens die Emilia, Maria Becker die Francisca, Margrit Ensinger die Inez, Rolf Henniger den Henrique, Anne Kersten die Margarida, Rudolf Rhomberg den José, Ernst Ginsberg den Luis, Ruth Hausmeister die Mariana, Maria Landrock die Luisa, Solveig Thomas die Florentine, Bernhard Wicki den Alfonso, Agnes Finck die Isabell, Helga Endler die Fernanda, Otto Wernicke den Kapitän, Ingeborg Hoffmann die Susanna, Adolf Ziegler den Martis, Gast in der Kneipe und Ernst Schlott den Sprecher.[10]
- 26. November 1961, SDR, Regie: Otto Kurth, Musik: Mladen Gutesha.[11]
- 29. Juni 1977, NDR, Regie: Hans Rosenhauer, Musik: Harro Torneck. Sabine Sinjen sprach die Fernanda.[12]

## Rezeption
- Karst gibt Details zur Kooperation Günter Eichs mit Ilse Aichinger an. Im Herbst 1955 hatte sich das Paar längere Zeit in Estoril aufgehalten.[13]
- Wagner zitiert aus Günter Eichs Notizbuch; zum Beispiel: „Priester eine Spur zu pathetisch...“[14] Wagner verheimlicht auch nicht die weniger schmeichelhaften Besprechungen; zum Beispiel „Grau in Grau gemalt“ („Evangelischen Pressedienst/Kirche und Rundfunk“ vom  6. Februar 1956).[15]
- Schwitzke schreibt, Conçalves wäre nur begnadigt worden, „um unter den Trümmern der Kathedrale begraben zu werden.“[16]

Neuere Äußerungen
- Oppermann hebt das Hörwerk aus den Arbeiten Günter Eichs für den Rundfunk, zwischen „Das Jahr Lazertis“ und „Die Stunde des Huflattichs“ entstanden, als „geschlossene“ Arbeit hervor.[17]

### Verwendete Ausgabe
- Günter Eich: Der letzte Tag (1955). S. 197–243 in: Karl Karst (Hrsg.): Günter Eich. Die Hörspiele 2. in: Gesammelte Werke in vier Bänden. Revidierte Ausgabe. Band III. Suhrkamp, Frankfurt am Main 1991, ohne ISBN

### Sekundärliteratur
- Heinz Schwitzke (Hrsg.): Reclams Hörspielführer. Unter Mitarbeit von Franz Hiesel, Werner Klippert, Jürgen Tomm. Reclam, Stuttgart 1969, ohne ISBN, 671 Seiten
- Michael Oppermann: Innere und äußere Wirklichkeit im Hörspielwerk Günter Eichs. Diss. Universität Hamburg 1989, Verlag Reinhard Fischer, München 1990, ISBN 3-88927-070-0
- Hans-Ulrich Wagner: Günter Eich und der Rundfunk. Essay und Dokumentation. Verlag für Berlin-Brandenburg, Potsdam 1999, ISBN 3-932981-46-4 (Veröffentlichungen des Deutschen Rundfunkarchivs; Bd. 27)